# Trafikregler för luftfart
Gällande Trafikregler för luftfart är utgivna av Transportstyrelsen och anger de trafikregler som gäller för luftfart inom svenskt område, även militär luftfart i luftrum med civil flygverksamhet. Tidigare var den gängse förkortningen och samtidigt populära benämningen BCL-T.  
Bestämmelserna är i huvudsak desamma som de internationella trafikreglerna publicerade i ICAO:s Annex 2 till Chicagokonventionen, se Internationella civila luftfartsorganisationen. Längst ner på sidorna anges vilka delar av Annex 2 som en sidas text avser.

## Innehåll
1 kap  Inledande bestämmelser
2 kap  Allmänt
3 kap  Visuella flygregler (VFR)
4 kap  Instrumentflygregler (IFR)
5 kap  Undantag
Ikraftträdande och övergångsbestämmelser
Bilaga 1  Luftrumsklasser
Bilaga 2  Obemannade friballonger
Bilaga 3  Särskilda bestämmelser om färdplaner
Bilaga 4  Signaler och tecken
Bilaga 5  Ingripande mot luftfartyg (interception)
Bilaga 6  Tabell över marschhöjder